# Пітер Швейцер
Пітер Франц Швейцер, Пітер Швайцер (англ. Peter Schweizer, народився 24 листопада 1964 р.) — американський журналіст-розслідувач, письменник і політичний консультант. Він є президентом Урядового інституту звітності (GAI) і колишнім науковим співробітником Уїльяма Дж. Кейсі в інституті Гувера Стенфордського університету.
Швейцер написав «Кеш Клінтонів» (Clinton Cash), бестселер 2015 року, в якій обговорюються пожертви, внесені в Фонд Клінтонів іноземними особами, платні виступи Білла і Хілларі Клінтон, а також доходи Клінтонів після того, як вони залишили Білий дім у 2001 році.
У середній школі він був учасником Національної консервативної студентської конференції в університеті Джорджа Вашингтона і був членом молодих американців за свободу (YAF). Він був виступаючим випускником YAF на 34-й щорічній Національній Консервативній студентській конференції. Він навчався в Університеті Джорджа Вашингтона і в аспірантурі за стипендіями YAF. Починаючи з 1993 року, він працював в YAF і редагував їхній журнал «Лібертас». Він працював зі Стівом Бенноном на документальному фільмі про колишню голлівудську кінозірку і президента Рональда Рейгана. Пожертвував гроші на кампанії республіканців Адама Хаснера у 2011 році й Кена Сухія у 2016 році.

## Таємні імперії
У 2018 році видавництво Харпер Коллінз опублікувало книгу Секретні імперії: Як американський політичний клас приховує корупцію і збагачує сім'ю і друзів. Швейцер писав, що фірма Хантера Байдена отримала $1 млрд угоду від китайського уряду. Він також припускав, що китайці хочуть «пом'якшити політику Трампа щодо Китаю, діючи через його дітей. І вони планують це зробити, запропонувавши їм вигідні угоди»

## Особисте життя
Швейцер живе у Tallahassee, Florida з його дружиною, Рондою, та її дітьми. Він і його перша дружина, Рошель Швейцер, є співавторами книг про Дісней і родину Буша. Вони зустрілися, коли вона працювала з Фондом Національного Форуму (NFF), який у 1997 році об'єднався з Freedom House. Швейцер закінчив школу Kentridge у Kent, Вашингтоні у 1983 році.